# Hokeng Jaya
Hokeng Jaya is een bestuurslaag in het regentschap Flores Timur van de provincie Oost-Nusa Tenggara, Indonesië. Hokeng Jaya telt 2818 inwoners (volkstelling 2010).